# Villa di Fagnano
La villa di Fagnano, o Terrosi-Vagnoli, si trova in località Vagliagli nel comune di Castelnuovo Berardenga, in provincia di Siena, e fa parte delle numerose ville storiche del comune chiantigiano.

## Storia e descrizione
Di particolare rilievo è il giardino all'italiana, risalente al 1680 circa, forse progettato dallo stesso architetto della villa, Giovanni Battista Piccolomini.
Nel giardino, in cui spiccano basse aiuole di forme geometriche circondate da siepi di bosso, sono collocate numerose piante di agrumi coltivati in vaso.
Al centro del giardino si trova una fontana circolare adornata dalle statue di Nettuno e dalle Allegorie delle quattro stagioni, opere dello scultore Pasquale Romanelli.
A lato del giardino si estende un parco romantico di piante sempreverdi (lecci, bossi, agrifogli) nel quale si erge maestoso un ninfeo che fa da cornice ad una peschiera in muratura di notevoli dimensioni, con tre nicchie adornate di statue.
Emanuele Repetti, nel Dizionario Geografico Fisico Storico della Toscana del 1833 descrive la villa come posta "sopra un'amena collina a levante della strada provinciale che guida alla Castellina del Chianti", dotata di "cappella con due quadri del Casolani; spaziosi viali, fontane e giardini inglesi".